# Fradinhos

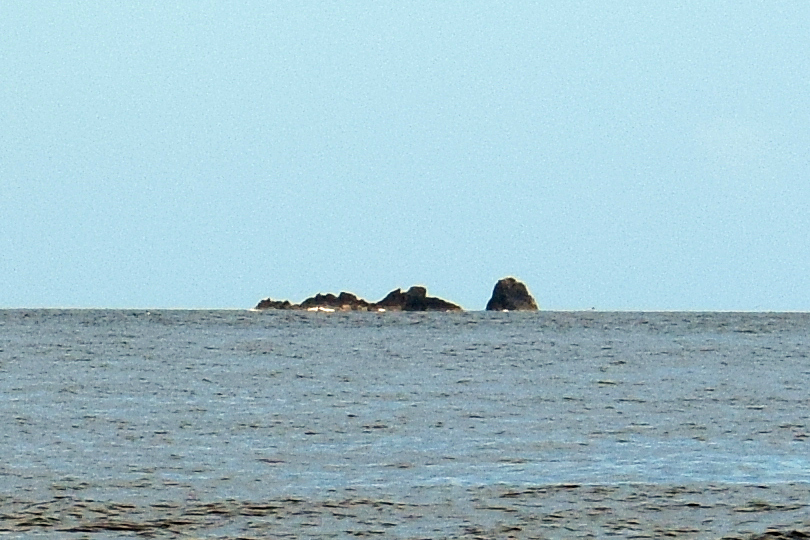
Fradinhos

Os Fradinhos são um ilhéu formado por um conjunto de 4 penhascos, situado a sueste da ilha Terceira, a cerca de 4 km da costa do Porto Judeu (2,1 milhas náuticas) e 9 km (5 milhas náuticas) do Porto de Pipas, nas coordenadas geográficas 38º 36.7' N e 27º 06.6'W. São rochedos basálticos, nus, com o ponto culminante a apenas 8 m de altura acima do nível médio do mar, frequentemente galgados pela ondulação.

## Descrição
Os rochedos são o topo emerso de um cone vulcânico submarino associado ao rift da Terceira, correspondente a uma chaminé basáltica muito desmantelada pela erosão marinha. Elevando-se a apenas cerca de 8 metros acima do nível médio do mar, são galgados pelas ondas em dias de tempestade.
Os Fradinhos são grandes rochedos oceânicos que se elevam quase verticalmente relativamente aos fundos marinhos circundantes. Apresentam na sua parte submersa uma morfologia acidentada com grandes declives, cavidades e planos de fractura verticais. Os fundos vizinhos são constituídos por escoadas lávicas com cavidades parcialmente recobertas por grandes blocos, apresentando as típicas covas de gigante resultantes da erosão marinha.
A zona tem elevada biodiversidade, com mais de uma centena de espécies identificadas. A fauna característica dos fundos circundantes é constituída pelo bivalve Ostrea cochlear (ostra-da-rocha), cavacos e santolas. As águas circundantes são ricas em meros e em grandes peixes pelágicos. As paredes são recobertas pela alga Asparagopsis armata.
Como local de mergulho apresenta-se como um local de excelente visibilidade, mas as condições locais impõem a necessidade de alguma experiência por parte dos mergulhadores devido às fortes correntes e à profundidade repentinas que chegam aos 30 metros.